# پشه‌ماهی شرقی
پشه‌ماهی شرقی (نام علمی: Gambusia holbrooki) نام یک گونه از سرده گامبوزیا است.